# Sisymbrium maurum
Sisymbrium maurum är en korsblommig växtart som beskrevs av René Charles Maire. Sisymbrium maurum ingår i släktet gatsenaper, och familjen korsblommiga växter. Inga underarter finns listade i Catalogue of Life.